# Atletica leggera ai Giochi della XXI Olimpiade - 800 metri piani maschili

Video della Finale

Gli 800 metri piani hanno fatto parte del programma maschile di atletica leggera ai Giochi della XXI Olimpiade. La competizione si è svolta nei giorni 23-25 luglio 1976 allo Stadio Olimpico (Montréal).

## Presenze ed assenze dei campioni in carica
| Competizione      | Atleta         | Prestazione | Montréal 1976 |
| ----------------- | -------------- | ----------- | ------------- |
| Monaco 1972       | Dave Wottle    | 1'45”86     | Rit. 1973     |
| Commonwealth 1974 | John Kipkurgat | 1'43”91     | Kenya assente |
| Europei 1974      | Luciano Sušanj | 1'44”1      | Presente      |
| Asiatici 1974     | Sriram Singh   | 1'47”57     | Presente      |
| Panamericani 1975 | Luis Medina    | 1'47”98     | Presente      |

1. ↑  Per il boicottaggio.

Il vincitore dei Trials USA è Rick Wohlhuter (1'44”78).

## La gara
Il favorito è il keniota Michael Boit, bronzo a Monaco 1972. Ma per il boicottaggio dei paesi africani non può partecipare.

Batterie. La prima serie è nettamente la più veloce. I quattro ripescati che passano il turno provengono tutti da questa batteria: un record. La serie è vinta dall'americano Wohlhuter, che vanta un personale di 1'44"1 sulle 880 yarde, che ne fanno il più veloce dei concorrenti in lizza.

Vince anche la sua semifinale, la seconda, mentre nella prima ha primeggiato il cubano Juantorena. Ma Juantorena è un quattrocentista, quindi non è il favorito per il titolo.

Alberto Juantorena imposta la finale su un ritmo infernale, con passaggio ai 400 in 50"85; subito dopo la campana è scavalcato dal sorprendente indiano Sriram Singh, ma ai 600 è di nuovo in testa. Lo tallonano Wohlhuter ed il belga Van Damme. Il rettilineo vede un testa a testa tra il cubano e lo statunitense. Sembra che Wohlhuter stia per scatenare un allungo, invece s'arrende e cede a Van Damme anche il secondo posto. Juantorena è medaglia d'oro con il nuovo record mondiale.

Giunge sesto il campione europeo, Luciano Susanj, in 1'45"75. È preceduto da un giovane britannico, Steve Ovett. Di lui risentiremo parlare a Mosca 1980.

## Risultati

### Turni eliminatori
| 6 Batterie   | 23 luglio | 42 partenti   | Si qualificano i primi 2 + i 4 migliori tempi. |
| 2 Semifinali | 24 luglio | 8 + 8         | Si qualificano i primi 4.                      |
| Finale       | 25 luglio | 8 concorrenti |                                                |

### Finale
| Pos | Paese       | Atleta             | Tempo       |
| --- | ----------- | ------------------ | ----------- |
|     | Cuba        | Alberto Juantorena | 1'43”50 min |
|     | Belgio      | Ivo Van Damme      | 1'43”86 min |
|     | Stati Uniti | Rick Wohlhuter     | 1'44"12 min |